# Матеер
Матеер (араб. ماطر) — місто в Тунісі. Входить до складу вілаєту Бізерта. Станом на 2004 рік тут проживало 31 345 осіб.